# Banda Owidiusza
Banda Owidiusza / Owidiusz i Sykuś (ang. Ovide and the Gang, fr. La Bande à Ovide 1987–1988) – belgijsko-kanadyjski serial animowany wyprodukowany przez CinéGroupe, producenta m.in. takich seriali jak Sharky i George i Latające misie. Kreskówka liczy 64 odcinki.

## Opis fabuły
Akcja serialu toczy się na maleńkiej wysepce Atol, zamieszkiwanym przez dziobaki i inne sympatyczne stworki i zwierzęta. Opowiada o perypetiach i przygodach dziobaka Owidiusza i jego przyjaciół, którzy stawiają opór do walki z przebiegłym i żądnym władzy węża Py i jego pomocnikiem Zozo.

## Bohaterowie
- Owidiusz – główny bohater kreskówki. Dziobak o niebieskiej sierści z zieloną czapką baseballową. Najsprytniejszy i zaradniejszy mieszkaniec wyspy Atol.
- Polo – jeden z mieszkańców wyspy Atol, wyglądem przypominający w rodzaju jaszczurki lub pasikonika. Jego sierść pokryta jest czerwoną barwą. Na głowie nosi niebieski cylinderek z charakterystycznym daszkiem.
- Spikerka La – dziobak. Prezenterka lokalnej telewizji wyspy Atol. Jest znana z miłego uśmiechu i niezwykłej urody. Z tego powodu jest obiektem westchnień wielu mieszkańców wyspy Atol (w tym również Owidiusza).
- Misiaczki – trójka misiaczków, dwóch brązowych i jeden biały. Ich ulubione hobby to siedzenie na gałęzi drzewa i przypatrywanie się światu, opalanie się oraz słuchanie muzyki.
- Drewniak – malutki robaczek żywiący się drewnem. Dziurawi wszelkiego rodzaju drewniane przedmioty i meble.
- Py – przebiegły i żądny władzy wąż. Odwieczny wróg Owidiusza. Za wszelką cenę chce podporządkować wysepkę oraz jej mieszkańców i zrobić ich jako służących, ale nie zawsze mu się udaje.
- Zozo – włochaty ptak z wydatnym brzuchem i dużym dziobem. Wykonawca wszystkich poleceń węża Py, służącym jego intrygom. Jest mało inteligentny i niezdarny. Nigdy, a nawet w gorzkich chwilach porażki nie opuszcza swego szefa i pozostaje mu oddany.

## Wersja polska
W Polsce serial emitowany był na kanale TVP1 w programie 5-10-15 oraz w paśmie wspólnym tv lokalnych (TVP Regionalna) pod nazwą  Owidiusz i Sykuś, gdzie był transmitowany po dwa odcinki (liczył zatem 32 odcinki).
- Wersja z francuskim dubbingiem i polskim lektorem.
- Lektor: Janusz Szydłowski

Serial został wydany na VHS, dystrybucja: V-Studio S.C.

## Spis odcinków
- 1. "The Case of the Disappearing Hens"
- 2. "Cy and the Solo Sailor"
- 3. "The Ghostly Galleon"
- 4. "The Prophet"
- 5. "The Creature of the Cave"
- 6. "The Treasure of the Endzones"
- 7. "The Island Games"
- 8. Cy the Sorcerer / Sykuś czarnoksiężnik (4)[2]
- 9. "Spellbound"
- 10. Great Slave Cake  / Wspaniały tort (5)[3]
- 11. "Hunter!"
- 12. Boom Boom Beefcake / Wielka walka (6)[4]
- 13. "A Jocular Genie Named Jack"
- 14. Run for Your Lives!
- 15. "Platypus Dam"
- 16. Hi-Tech Treasure  / Niech zwycięży najlepszy (8)[5]
- 17. "Rex on the Rampage"
- 18. The Australian Amazon / Australijska Amazonka (9)[6]
- 19. "A Joke in Poor Taste"
- 20. Cy, the Prince of Darkness / Sykuś - Książę Ciemności (10)[7]
- 21. "The Siren's Song"
- 22. Just for Laughs / Trąbal (11)[8]
- 23. "The Invincible Strength Potion"
- 24. The Big Chill / Wielki mróz (12)[9]
- 25. "The Island Rally"
- 26. The Crimson Tide / Purpurowe fale (13)[10]
- 27. "Kimmy Chameleon"
- 28. "Ole"
- 29. "The Secret of the Crypt"
- 30. Sudden Guests / Niespodziewani goście (15)[11]
- 31. "All You Need Is Love"
- 32. The Long-Life Battery Blues / Opowieść o długowiecznej baterii (16)[12]
- 33. "When Friends Fall Out"
- 34. The Great Chef / Wspaniały kucharz (17)[13]
- 35. "A Tail of a Crypt"
- 36. "If Only ..." / Firma telefoniczna (18)[14]
- 37. "Cy Lays an Egg"
- 38. "Backward to Victory"
- 39. "A Small Problem"
- 40. "Stuck, Stranded and Swamped"
- 41. "The Curse of Doctor Voodoo"
- 42. "Black Gold"
- 43. "Spirit, Are You There?"
- 44. "Winner Take All"
- 45. "The Nectar of Happines"
- 46. "A Peculiar Plague"
- 47. "Video Villain"
- 48. "His Own Worst Enemy" / Najgorszy wróg (24)
- 49. "Vanishing Act"
- 50. "The Cold War"
- 51. "Shark!"
- 52. "Karate Chaos"
- 53. "Buried Treasure"
- 54. "The Chicken Charmer"
- 55. "Bringing Up Baby"
- 56. "Bouncing Bath-Tub"
- 57. "Sergeant Bobo"
- 58. "Friday the 13th"
- 59. "The Zone Phone Company"
- 60. "The Trying Time"
- 61. "The Virus"
- 62. "Second Childhood"
- 63. "The Great Wall"
- 64. "The Island of the Green Rock"